# Stor-Daltjärnen, Västerbotten
Stor-Daltjärnen är en sjö i Norsjö kommun i Västerbotten och ingår i Skellefteälvens huvudavrinningsområde. Sjön har en area på 0,0564 kvadratkilometer och ligger 238,7 meter över havet.

## Delavrinningsområde
Stor-Daltjärnen ingår i det delavrinningsområde (721418-167876) som SMHI kallar för Ovan VDRID = Bjurbäcken i Malåns vattendragsyta. Medelhöjden är 252 meter över havet och ytan är 15,79 kvadratkilometer. Räknas de 101 avrinningsområdena uppströms in blir den ackumulerade arean 1 796,95 kvadratkilometer. Malån som avvattnar avrinningsområdet har biflödesordning 2, vilket innebär att vattnet flödar genom totalt 2 vattendrag innan det når havet efter 94 kilometer. Avrinningsområdet består mestadels av skog (86 procent). Avrinningsområdet har 0,52 kvadratkilometer vattenytor vilket ger det en sjöprocent på 3,3 procent.